# 小児婦人科学
小児婦人科学（しょうにふじんかがく、英語: Pediatric gynaecology）は、新生児から思春期（だいたい15歳、中学3年生頃まで）を対象として婦人科疾患等に関連する診療・研究を行う医学の一分野。
新生児、乳児、幼児、学童から思春期の膣、外陰部、子宮、および卵巣などの主に女性の生殖器系を取り扱う。

## 概要
基本的には成人の婦人科に相当する疾患を扱うが、思春期早発症や陰唇癒合など小児特有の婦人科疾患を対象とする。

## 疾患
- 思春期早発症
- 陰唇癒合
- 間性 - XY混合性性腺異形成症を含む間性の状態にある小児について扱う。
- ヘルニア
- 無月経
- 不正出血
- 膣炎
- 外陰炎